# 発育ステータス 御起立ジャポン
『発育ステータス 御起立ジャポン』（はついくステータス ごきりつジャポン）は、2000年12月7日に東芝EMIより発売された椎名林檎のライブ映像集。また2013年11月13日にはBlu-ray Disc盤（規格品番：TYXN-10003）がユニバーサルミュージック合同会社より発売された。Blu-ray Disc盤はボックス・セット『LiVE』にも収録されている。
初回生産限定盤はVHS盤がカラーカセット、DVD盤がスリーブケース仕様。同日には同年に開催された全国ホールツアーの模様を収めたライブビデオ『下剋上エクスタシー』も同時発売された。

## 概要
初の全国ホールツアー「椎名林檎 実演ツアー 下剋上エクスタシー」の終了後に、発育ステータスというバンド名義で開催した対バン形式のライブハウスツアーから7月8日の新宿リキッドルーム公演を中心に映像化した作品。バンド名および披露した楽曲名は、育児と植物学や園芸に関連する単語から付けられ、本作のアートワークにも木村豊による花に群がる害虫に殺虫剤を散布する手のイラストが掲載されている。
本作は通常のライブ映像作品と違い、椎名がリスナーにありのままのライブの雰囲気を感じて欲しいという理由から、ステレオ処理など行われておらずダイレクトな音質で収録されている。また画質なども家庭用ビデオカメラのような荒い画質で撮影されている。衣装も用意された物ではなく各自所持している私服で披露。
披露された楽曲は全て椎名を中心としたメンバーにより書き下ろされた新曲だが、「膨らんできちゃった」と「はいはい」の2曲は本作には収録されず、9月に発表された3枚組シングル集『絶頂集』に収録されている（ただし、エンドロールには「はいはい」が途中まで使用されているほか、冒頭に収録されている絶頂集のCMには「膨らんできちゃった」が使用されている）。またどの楽曲も基本的にこのツアーでしか披露されていないが、同年11月25日に原宿アストロホールで開催されたゆらゆら帝国とのライブ「激昂クヲンタイヅ」では虐待グリコゲンとして「今夜だふ」を披露しているほか、2018年に開催されたツアー「(生)林檎博'18 ―不惑の余裕―」では「はいはい」が披露されている。
なお、2曲目「悪い苗 良い萠」の2番の歌詞に途中文字が加工され、映像の中でもピー音が被せられている箇所があるが、その部分は大韓民国の第15代目大統領の金大中大統領の事である。その前にある歌詞「降谷くん」はDragon Ashの降谷建志のことで、「向井くん」は元NUMBER GIRLで現ZAZEN BOYSの向井秀徳のことである。

## 収録内容
全作詞・作曲：椎名林檎　（注記を除く）　全編曲：発育ステータス（椎名林檎、村田純子、鳥井泰伸、田渕ひさ子、吉村由加）
| #  | タイトル                                                          | 作詞 | 作曲・編曲 |
| -- | ----------------------------------------------------------------- | ---- | ---------- |
| 1. | 「発芽」                                                          |      |            |
| 2. | 「悪い苗 良い萠」(作詞：発育ステータス；作曲：椎名林檎、鳥井泰伸) |      |            |
| 3. | 「害虫駆除」                                                      |      |            |
| 4. | 「たかいたかい」(作曲：椎名林檎、村田純子)                        |      |            |
| 5. | 「生え抜き」                                                      |      |            |
| 6. | 「咲かせてみて」                                                  |      |            |
| 7. | 「今夜だふ」(作曲：椎名林檎、田渕ひさ子)                          |      |            |
| 8. | 「雌花 故 雄花」                                                  |      |            |
| 9. | 「光合成」                                                        |      |            |

## 御起立ジャポン
椎名林檎が2000年6月から7月にかけて、バンド発育ステータスとして行ったシークレット・ライブハウスツアー。

### ツアーの日程
| 公演日        | 会場                   | 対バン                |
| ------------- | ---------------------- | --------------------- |
| 2000年6月27日 | 福岡DRUMLOGOS          | ロレッタセコハン      |
| 2000年6月29日 | 広島並木ジャンクション | 道産子アナル          |
| 2000年7月4日  | 神戸チキンジョージ     | ELEPHANT MORNING CALL |
| 2000年7月8日  | 新宿リキッドルーム     | ハンサム兄弟          |

### セットリスト
1. 発芽
2. 悪い苗 良い萠
3. 害虫駆除
4. 生え抜き
5. 膨らんできちゃった
6. はいはい
7. たかいたかい
8. 咲かせてみて
9. 今夜だふ
10. 雌花 故 雄花
11. 光合成